# Goryōkaku
Goryōkaku (jap. 五棱郭 dosł. pięcioboczna fortyfikacja, pentagon, pięciokąt) – pierwsza w Japonii twierdza zbudowana w stylu zachodnim, w mieście Hakodate, w południowej części Hokkaido. Przez krótki okres budowla ta była główną twierdzą Republiki Ezo.

## Historia
Wybudowana przez ród Tokugawa w latach 1857–1866 w Hakodate, na wyspie Hokkaido. Została zbudowana na planie pięcioboku, z rozbudowanymi bastionami, co nadawało jej kształt pięcioramiennej gwiazdy (twierdza gwiazda). Pozwalało to na umieszczanie większej liczby dział na murach, niż w tradycyjnych twierdzach japońskich i zmniejszało liczbę "martwych punktów". 
Twórcą konstrukcji twierdzy Goryōkaku był Ayasaburō Takeda, który poznał wiedzę Zachodu (rangaku, dosł.: nauka holenderska; znaczenie: studiowanie nauki Zachodu w okresie Edo przy pomocy języka holenderskiego) w tej dziedzinie. Zastosował on wiele elementów z projektu francuskiego architekta Sebastiana Vaubana.
Goryōkaku słynie z tego, iż było miejscem ostatniej bitwy wojny boshin (1867–1869). W dniu 9 grudnia 1868 roku, Keisuke Ōtori i Toshizō Hijikata wraz ze swoimi oddziałami wkroczyli do fortu. Tydzień po śmierci Hijikaty, 27 czerwca 1869 roku, Goryōkaku została zdobyta przez armię cesarską i w znacznej części zniszczona.
Dzisiaj Goryōkaku jest parkiem otwartym dla zwiedzających, o charakterze zabytkowym. Teren byłej twierdzy jest jednym z ulubionych miejsc podziwiania na wiosnę kwitnących kwiatów wiśni (hanami).